# Abrahám Carrasco Talavera
Abrahám Carrasco Talavera es un abogado y político peruano. Fue alcalde del distrito de Chilca, que forma parte del área metropolitana de la ciudad de Huancayo, entre 2011 y 2014.
Nació en el distrito de El Carmen en la provincia de Churcampa, departamento de Huancavelica, Perú. El año 2010 obtuvo el título de abogado por la Universidad Peruana Los Andes de la ciudad de Huancayo.
Su primera participación política se dio en las elecciones municipales del 2006 cuando se presentó como candidato a regidor del distrito de Chilca por el movimiento Junín Sostenible con su Gente sin obtener la representación. En las elecciones municipales del 2010 resultó elegido como alcalde de ese distrito habiéndose presentado por el partido fujimorista Fuerza 2011. En las elecciones regionales del 2018 se presentó como candidato a gobernador regional de Huancavelica por el partido Somos Perú sin obtener la elección.
Durante su gestión como alcalde de Chilca, fue condenado por el cuarto juzgado penal de Huancayo por el delito contra la administración pública en la modalidad de nombramiento indebido para ocupar cargo público imponiéndosele una pena de 120 días multa y una inhabilitación de seis meses. En virtud de esta sentencia, fue revocado de su cargo de alcalde por el Jurado Nacional de Elecciones.